# Hermann Roehrig
Hermann Roehrig (* 15. Dezember 1836 in Barmen, Provinz Westfalen; † 21. September 1927 in Osnabrück) war ein deutscher Verwaltungsjurist und Parlamentarier.

## Leben
Als Sohn eines Fabrik- und Gutsbesitzers besuchte Roehrig das Pädagogium der Franckeschen Stiftungen in Halle. Er studierte an der Friedrichs-Universität Halle, der Ruprecht-Karls-Universität Heidelberg und der Friedrich-Wilhelms-Universität zu Berlin Rechts- und Kameralwissenschaften. 1855 wurde er Mitglied der Burschenschaft Fürstenthal Halle, 1856 des Corps Neo-Borussia Berlin. 1857 wurde er Mitglied des Corps Marchia Halle. 1858 schloss er sich dem Corps Saxo-Borussia Heidelberg an. Nach dem Studium trat er in den preußischen Staatsdienst. Zunächst Regierungsassessor bei der Regierung in Breslau, wurde er 1870 Landrat im Kreis Tecklenburg. Er gehörte dem Vorstand des Landwirtschaftlichen Kreisvereins Tecklenburg an.
1883 kam er als Landrat im Kreis Mettmann (bis 1929) nach Vohwinkel. 1891 wurde er zum Oberregierungsrat und Abteilungsdirigenten bei der Regierung in Arnsberg ernannt. 1892 wechselte er als Oberregierungsrat zur Regierung in Köslin. Er wurde pensioniert und lebte seither in Osnabrück.
Von 1877 bis 1879 saß Roehrig als Abgeordneter des Wahlkreises Münster 1 (Tecklenburg) im Preußischen Abgeordnetenhaus. Er gehörte der Fraktion der Neukonservativen Partei an.
Hermann Roehrig war mit Ottilie Bertha Siebel verheiratet. Aus der Ehe stammte der Sohn Siegfried, Landrat des  Kreises Halle.